# Coup par seconde
Pour les articles homonymes, voir cps.
Le coup par seconde, ou choc par seconde, de symbole c/s ou cps, est une unité de mesure d'émissions radioactives. Ces émissions se mesurent avec un ictomètre.
Une valeur en coups par seconde représentent une mesure brute dont le niveau exact dépend à la fois de l'appareil utilisé et du contexte d'utilisation. Elle doit être interprétée afin d'être convertie en un niveau d'irradiation précis.

## Conversion en unité standard
Afin de convertir la mesure en une activité surfacique en Bq/m2, il faut utiliser un coefficient qui dépend du rendement de mesure et de la surface de détection (les pertes au comptage, et le mouvement propre doivent aussi être corrigés).
Le rendement de mesure dépend du radionucléide à l'origine de l'irradiation (et même parfois du matériau mesuré). Une valeur de conversion universelle ne peut donc être donnée, et la documentation du fabricant du détecteur doit être consultée pour la déterminer après avoir déterminé quel est le nucléide impliqué dans la contamination.
Une fois que l'on a déterminé l'activité surfacique en Bq/m2, les valeurs de radiotoxicité du ou des nucléides impliqués peuvent être utilisées pour déterminer une dose d'irradiation en sieverts.

## Exemples de valeurs typiques
Les valeurs ci-dessous représentent des exemples de valeurs qui peuvent être mesurées en flux de rayonnement gamma avec le détecteur à scintillation Novelec DG5 pour une exposition de type uranium naturel et ses descendants:
- Terrain sédimentaire : 50 c/s
- Terrain granitique : 200 c/s
- Remblais issus de l'exploitation minière d'uranium : 500 c/s à 1 mètre, 2 à 3000 c/s au contact
- Point chaud dû à la présence d'un morceau de roche comportant du minerai d'uranium dans ce remblai : 1 400 c/s à 1 mètre, 8000 c/s au contact.

Dans les conditions de la mesure, la valeur de 8000 c/s se convertit en une émission de 7,9 µSv/h, soit 70 mSv/an. Ce coefficient de conversion n'est cependant pas directement utilisable en présence d'un autre type de contamination, par exemple au césium 137 ou au cobalt 60.
Sur les mêmes remblais, un appareil de type compteur DOK 402 trouve des valeurs de 50 à 100 coups par minute, donc pour un niveau d'exposition identique une valeur brute approximativement 600 fois inférieures.